# Rickard Scheffer
Rickard Scheffer, född 13 juli 1971 i Staffanstorp, är en svensk tonsättare, musikpedagog och kyrkomusiker. 
Han utbildade sig tidigt till kyrkomusiker (Organist- och kantorsexamen 1989, Pedagogisk examen för kyrkokantorer 1993). Efter studier i musikvetenskap vid Lunds universitet och dirigeringskurser för Dan-Olof Stenlund, Malmö, följde studier i komposition för Ole Lützow-Holm, mellan åren 1991-96 på Högskolan för scen och musik vid Göteborgs universitet, samt därefter i komposition och ’Neues Musik Teater’ vid Hochschule für Musik för Mauricio Kagel i Köln, Tyskland.
Scheffer invaldes som medlem i FST, Föreningen Svenska Tonsättare, 1997 samt i Svenska dirigentföreningen 2016. Han var ordförande i föreningen Media Artes – Forum för Nutida Musik i Växjö mellan 2002 och 2006. Efter Kompletterande Pedagogisk Utbildning, KPU, vid Linnéuniversitetet i Växjö avlade han 2015 Ämneslärarexamen i musik.
Scheffer är verksam som tonsättare, kyrkomusiker, musikpedagog och dirigent. Han är konstnärlig ledare för kammarorkestern Tingsryds Sinfonietta sedan 2006.

## Verk (urval)
- FILTERED FRAGMENTS (1991)
- SEQUENCES AND CONSEQUENCES (1992-93)[5]
- EN RÖST UR HÖGA VISAN komponerad för Stella Academica (1991-93)
- FRAMEWORK till trombonisten Ivo Nilsson (1993)
- ASSONANS (1993)
- FOCUS ON (1993-94)
- UNLIKE MUSIC (1993)[6]
- FABLE (1993)
- REMINISCENS (1994)
- AKRÓSTIKON (1994)[7]
- SKÄRVA för band (1994)
- EN CHANTANT (1994-95)[8]
- STORY OF TALES (1995)
- SILENCE IN MOTION (1996)
- QUI PRO QUO (1996-97)
- BEYOND AN IMAGE (1997-98)
- VIA DOLOROSA till violinisten Vladimir Iourtchik (2002)
- FAIR PLAY till Stockholm Saxofonkvartett (2003)
- TERTIA till Trio Tribukait Pettersson Berg (2003)
- MIRRORINGS komponerad för Tingsryds Sinfonietta (2009)
- ALLELUIA-CANONS (2013)
- LIVRE D’ORGUE (2013-16)